# Gare de Presles-Courcelles
Pour les articles homonymes, voir Gare de Courcelles.
La gare de Presles-Courcelles est une gare ferroviaire française de la ligne d'Épinay - Villetaneuse au Tréport - Mers, située sur le territoire de la commune de Presles, quartier de Courcelles, dans le département du Val-d'Oise, en région Île-de-France.
C'est une halte voyageurs de la Société nationale des chemins de fer français (SNCF) desservie par les trains du réseau Transilien Paris-Nord (ligne H). Elle se situe à 31,6 kilomètres de la gare de Paris-Nord.

## Situation ferroviaire
Établie à 55 mètres d'altitude, la gare de Presles-Courcelles est située au point kilométrique (PK) 31,573 de la ligne d'Épinay - Villetaneuse au Tréport - Mers, entre les gares de Montsoult - Maffliers et de Nointel - Mours.

## Histoire
La ligne Épinay - Persan - Beaumont fut ouverte par la compagnie des chemins de fer du Nord en 1877, l'embranchement Montsoult - Luzarches en 1880.
Le bâtiment voyageurs et le guichet ont fermé fin 2011.
En 2019 et durant les quatre années précédentes, la fréquentation annuelle de la gare s'élève, selon les estimations de la SNCF, aux nombres indiqués dans le tableau ci-dessous.
| Année     | 2019    | 2018    | 2017    | 2016    | 2015    |
| --------- | ------- | ------- | ------- | ------- | ------- |
| Voyageurs | 334 990 | 340 453 | 338 305 | 323 731 | 308 675 |

## Service des voyageurs

### Accueil
Halte SNCF/Transilien, c'est un point d'arrêt non géré (PANG) à accès libre.

### Desserte
Presles-Courcelles est desservie par les trains de la ligne H du Transilien (réseau Paris-Nord).

### Intermodalité
Un parc pour les vélos et un parking pour les véhicules y sont aménagés.
La gare est desservie par la ligne 1316 du réseau de bus Haut Val-d'Oise.

## Patrimoine ferroviaire
Le bâtiment voyageurs (BV) correspond au plan-type standard de la Compagnie des chemins de fer du Nord pour les BV de petites gares. Les deux ailes possédaient chacune une seule travée à l'origine ; l'aile droite a par la suite été portée à trois travées (dont deux aveugles côté rue).

Installations
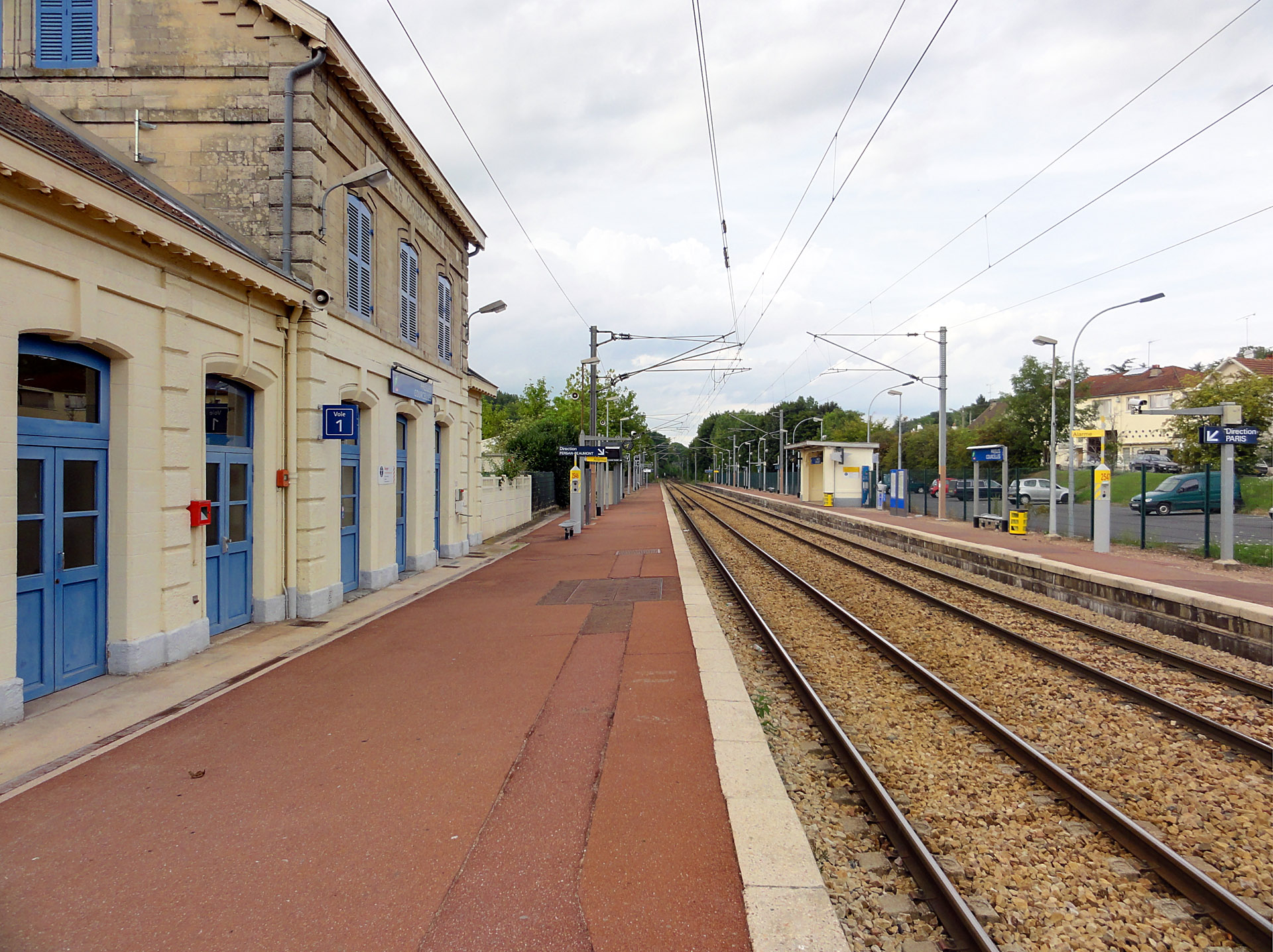
Direction de Persan - Beaumont.
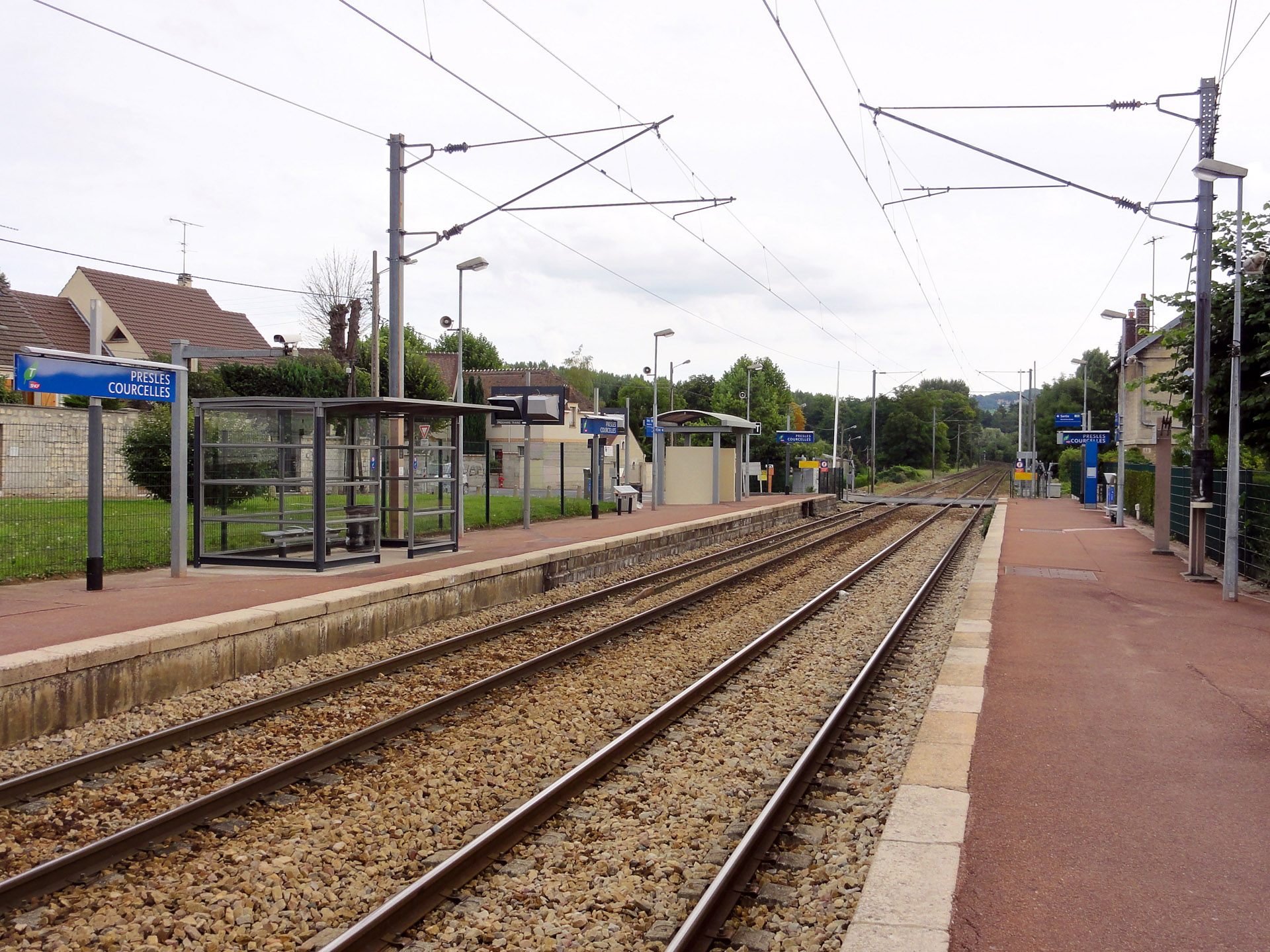
Direction de Paris.
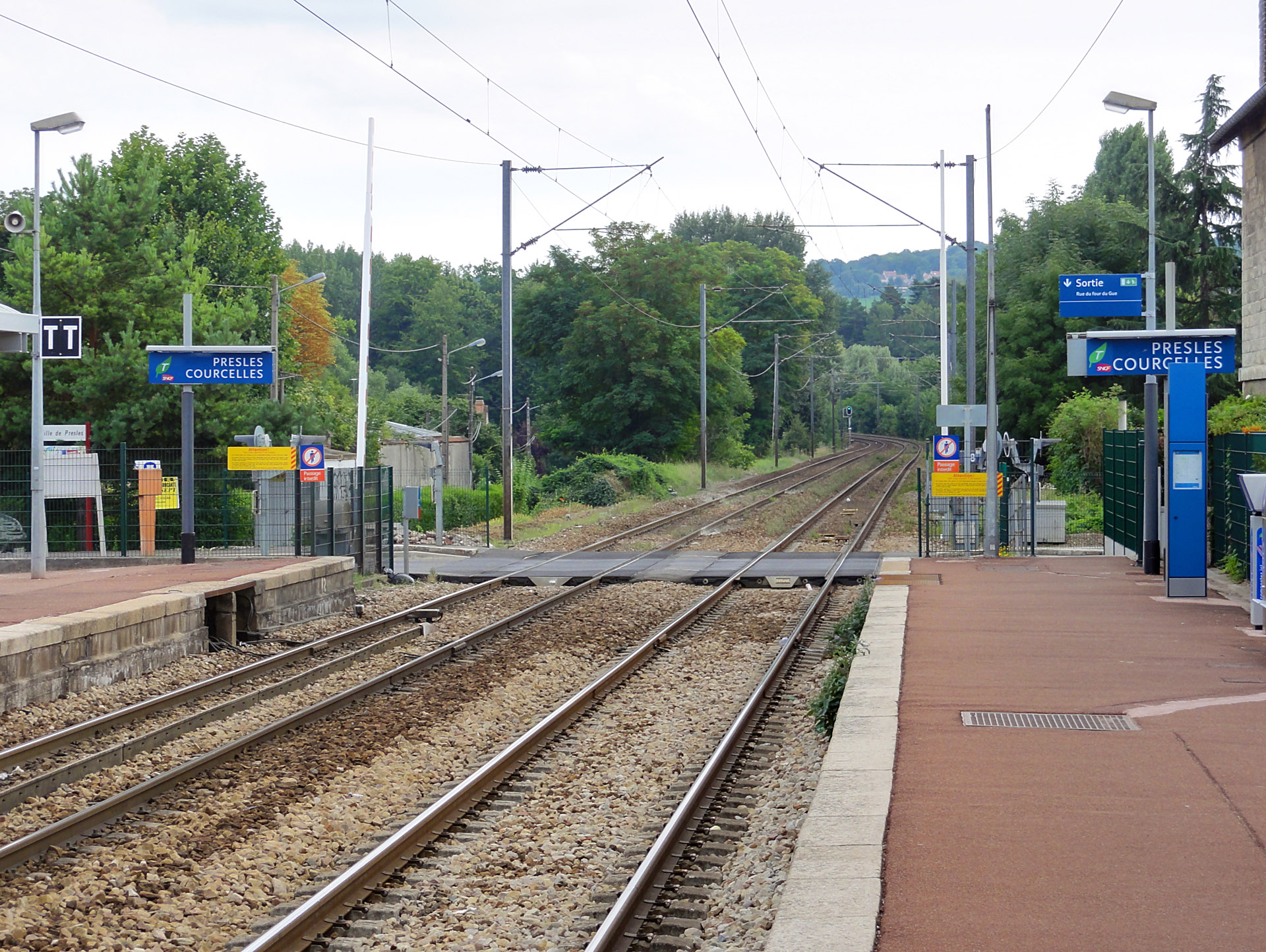
Au sud, le passage à niveau.